# Russki Witjas
Die russische Sikorsky Russki Witjas (russisch Русский витязь, „Russischer Recke“, auch Le Grand) von 1913 gilt als einer der Meilensteine in der Luftfahrtgeschichte. Sie war das erste viermotorige Flugzeug der Welt und das erste reine Passagierflugzeug, das aufgrund seiner für die damaligen Zeit enormen Ausmaße auch als Riesenflugzeug bezeichnet wurde.

## Entwicklung
Gebaut wurde die Russki Witjas von Igor Iwanowitsch Sikorski. Als er 1911 mit den Planungen für das Flugzeug begann, konnte kein Flugzeug mehr als 600 kg tragen. Den Rekord hielt der französische Pilot Ducis, der einen 800 m weiten Flug mit dieser Last vollführte. Als die Welt Anfang 1913 vom Bau der Russki Witjas erfuhr, glaubten die Experten und die Presse, dass diese Maschine niemals fliegen könnte.
Trotz der Expertenmeinung flog die Russki Witjas am 13. Mai 1913 in Sankt Petersburg mit den Piloten Sikorski und Aleknowitsch erstmals.
Die erste Version hatte noch die beiden 100-PS-Argus-Reihenmotoren hintereinander geschaltet, die zwei Zugpropeller antrieben. Sikorski war allerdings mit der Leistung unzufrieden und baute das Flugzeug auf vier Propeller um. In dieser Konfiguration wurde das Flugzeug erstmals am 23. Juli 1913 geflogen.
Die Russki Witjas war ein sehr großer Doppeldecker mit 27 Metern Spannweite, der aus Fichten-, Kiefern- und Eschenholz aufgebaut war. Die Tragflächen waren mit Mahagonisperrholz und Leinengewebe bespannt. Das Flugzeug hatte eine 5,75 Meter lange und 1,85 Meter breite Kabine für den Piloten und die Passagiere. Die Passagierkabine war luxuriös mit vier Sitzen, einem Sofa, einem Tisch, elektrischem Licht sowie einem Waschraum ausgestattet. Die Passagiere durften während des Fluges umhergehen, ohne dass die Stabilität gefährdet gewesen wäre. Vor der Pilotenkabine befand sich ein Beobachtungsstand mit Suchscheinwerfer sowie ein MG-Stand. Das Flugzeug hatte 16 Räder, vier große Kufen und benötigte eine Startstrecke von rund 700 m zum Abheben.

„Dieser Tage hat das Riesenflugzeug einen zweiten interessanten Flug über der russischen Hauptstadt ausgeführt, der bei den gewaltigen Abmessungen des Apparats (seine Flügel sind beispielsweise dreimal breiter als die des Farman-Zweideckers) natürlich großes Aufsehen erregte. Während des Fluges von 29 Minuten Dauer legte Sikorsky 65 Kilometer zurück, was einer Stundengeschwindigkeit von 110 Kilometern entsprechen würde. Die Sikorsky-Type stellt für alle Fälle eine neue Richtung in der Flugzeugkonstruktion dar, die […] diesmal unleugbare praktische Resultate zu verzeichnen hat, die ihre Weiterentwicklung und ihren Ausbau zur Folge haben dürften.“

Am 2. August 1913 errang die Russki Witjas eine Bestleistung, als sie mit sieben Passagieren beladen eine Stunde und 54 Minuten in der Luft verblieb. Insgesamt machte die Russki Witjas 53 Flüge ohne Unfall. Allerdings wurde die Tragfläche der Maschine am 11. September 1913 auf der Landebahn des Flugplatzes Krasnoje Selo schwer beschädigt, als ein Voisin-Doppeldecker im Flug sein Triebwerk verlor. Sikorski entschloss sich daraufhin, die Maschine zu zerlegen und ein neues Flugzeug zu bauen, die Ilja Muromez. Diese wurde später der erste viermotorige Bomber der Welt.

## Technische Daten

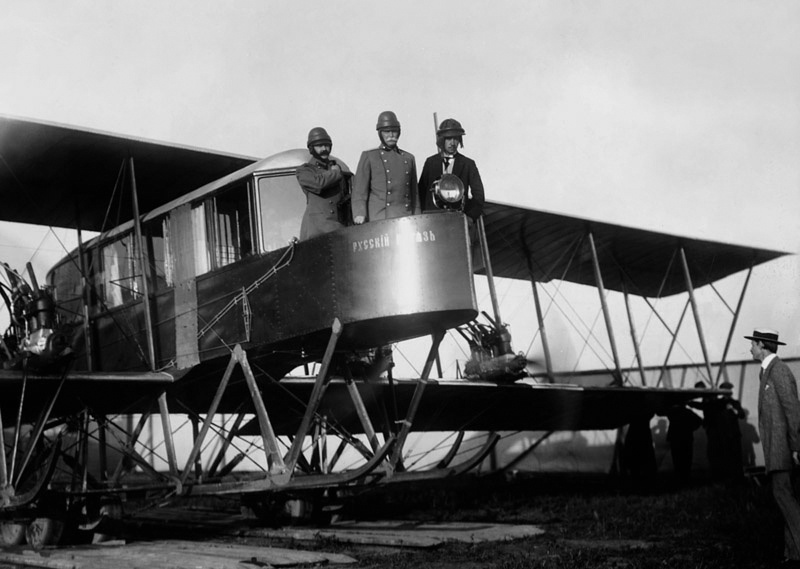
Igor Sikorski (links) im Bugstand der Russki Witjas

| Kenngröße             | Daten                                       |
| --------------------- | ------------------------------------------- |
| Besatzung             | 3                                           |
| Passagiere            | 5                                           |
| Länge                 | 20,00 m                                     |
| Spannweite            | oben 27,00 m unten 20,00 m                  |
| Höhe                  | 4,00 m                                      |
| Flügelfläche          | 120 m²                                      |
| Leermasse             | 3400 kg                                     |
| Startmasse            | normal 4000 kg maximal 4940 kg              |
| Flächenbelastung      | 35,0 kg/m²                                  |
| Antrieb               | vier Argus-Reihenmotoren; je 100 PS (74 kW) |
| Leistungsbelastung    | 10,5 kg/PS                                  |
| Höchstgeschwindigkeit | 90 km/h                                     |
| Landegeschwindigkeit  | 70 km/h                                     |
| Dienstgipfelhöhe      | 600 m                                       |
| Reichweite            | 170 km                                      |
| Bewaffnung            | ein MG                                      |